# Římskokatolická farnost Novosedlice
Římskokatolická farnost Novosedlice je církevní správní jednotka sdružující římské katolíky na území obce Novosedlice a v jejím okolí. Organizačně spadá do teplického vikariátu, který je jedním z 10 vikariátů litoměřické diecéze.

## Historie farnosti
Založení kostela, resp. kaple, v Novosedlicích spadá do roku 1126, kdy vtrhla do Čech německá vojska. Právě v místech, kde 18. února 1126 zvítězil v bitvě Soběslav I. nad králem Lotharem, byla z vděčnosti za toto vítězství postavena kaple.
Kostel sv. Valentina, patrona proti padoucnici, pochází z druhé poloviny 15. století, věž byla přistavěna asi roku 1603. Z tohoto období pocházel také veliký zvon. Druhý zvon byl ulit z roku 1786, oba byly zničeny za druhé světové války.
V roce 1384 je v Novosedlicích doložena plebanie. Za dob reformace byl spravován luteránskými pastory. V letech 1614–1685 není v matrikách zapsán jmenovitě žádný farář. Roku 1678 byl v Teplicích označen jako novosedlický farář Georg Ludwig Mikner von Mückental. Farní kostel sv. Valentina v dnešní podobě byl vybudován stavitelem Lagrerem z Teplic v roce 1710. Opravován byl v letech 1714, 1857, 1892 a 1970.
1678–1787 byly Novosedlice spravovány teplickými faráři, kostel byl pouze filiálním kostelem. Roku 1787 císař Josef II. povýšil Novosedlice na samostatnou faru a byl pro místo jmenován kněz.

Vedle kostela stojí zvonice, která mívala 3 zvony. Největší byl z roku 1602, střední z roku 1768 a malý z roku 1867. Ten nemá žádný nápis. Střední zvon nese nápis: „Tutit me in Kühner pragne 1786“. „Sanktusglöckchen“ před lety praskl a byl sundán. Samostatně stojící zvonice byla opravena z venku a dána nová šindelová střecha v roce 1969. V roce 1970 byl instalován zvon z evangelické (bývalé) modlitebny v Dubí.

Kostel má 3 oltáře a varhany od Franze Predigera z Albrechtsdorfu z roku 1860. Kolem kostela byl hřbitov, do roku 1870 zde byli pohřbíváni všichni zdejší obyvatelé. Ve stejném roce byl založen nový hřbitov. Zde byli pochováváni lidé z 10 přilehlých obcí a platili za to daně. Čtyřikrát byl rozšířen a má rozlohu 2 ha 65 a 64 m². Roku 1899 byl starý hřbitov opuštěn.

V letech 1883–84 byla postavena nová budova fary. Chatrná stará budova nemohla být již obývána. Než byla postavena nová, byla fara v čísle 48 (dnes hospoda U Zastávky). U staré fary byla stodola, tzn. že k faře kdysi patřila i pole. K faře patří nyní jedině tzv. Kostelní pole. Roku 1854 byla farní budova opravována a na zahradě byla zřízena nová studně.

Roku 1855 se zřítila část střechy, hned poté, co kostel opustili poslední věřící.

Ve svatovalentinském týdnu věřící vzývali patrona kostela sv. Valentina, aby je chránil před nemocemi. Kostel v tuto dobu navštěvovali věřící z blízkého i dalekého okolí. Postupně tato tradice ustupovala.

Farnost má dodnes vlastního duchovního správce.

### Seznam duchovních správců
- 1572–1580 Simon Hoffmann (katolický duchovní)
  - Od roku 1580 až do roku 1685 nejsou v matrikách jmenovitě žádní katoličtí kněží zapsáni a farnost měla protestantskou duchovní správu.
  - 1580–1584 Bartholomäus Thiele (protestantský duchovní)
  - 1584–1587 Eusebius Sarkander (protestantský duchovní)
  - 1587 Gregorius von Niklasberg (protestantský duchovní)
  - 1588 Anton Hoffmann (protestantský duchovní)
  - 1589–1594 Kaspar Lochmann (protestantský duchovní)
  - 1594–1596 Georg Miklicius (protestantský duchovní)
  - 1596–1598 Johannes Michael Lose (protestantský duchovní)
  - 1598–1607 Justus Becker (protestantský duchovní)
  - 1605–1608 Gregor Teucher (protestantský duchovní)
  - 1608–1612 Georg Mitscherling (protestantský duchovní)
  - 1612–1614 Johannes Giseck (protestantský duchovní)
  - 1614–1624 Zacharias Otte (protestantský duchovní)
- 1678 Georgius Ludovicus Mikner von Mückenta (Georg Ludwig Mikner Von Mückental) – označen na teplické matrice jako novosedický katolický farář. Až do roku 1787 byly pak Novosedlice spravovány faráři z Teplic. Teprve od roku 1787 pak farnost dostala prvního vlastního faráře.
- 1787 proto-par. (prvo-farář) Ignac Herrmann, † 28. 12. 1805
- 1805 par. vacat
- 1806 Vincenz Teppich, n. 11. 11. 1775 Leitmeritz, o. 7. 12. 1799, † 10. 6. 1833
- 1810 Josef Pohl, n. 16. 10. 1776 Kreibitz, o. 8. 9. 1803, † 14. 1. 1857
- 1813 par. vacat, coop. Josef Heyne (Hayn)
- 1813 Franc. Kny, † 20. 10. 1813
- 1814 Johannes Kaspar (Joann. Casper), n. 15. 6. 1780 Schlattinens. o. 2. 1. 1807, † 20. 6. 1826
- 1816 Josef Heyne (Hayn), † 19. 5. 1820[3]
- 1820 Joann. Tietze (Josef Tietze), n. 22. 5. 1786 Leitmeritz, o. 23. 4. 1810, † 10. 3. 1875
- 1832 par. vacat, coop. Philipp. Hikisch
- 1833 Franz Pokorny, n. 12. 9. 1799 Kostomlaty, o. 7. 9. 1823, † 18. 7. 1857
- 1854 Vinzenz Hassak, n. 17. 7. 1812 Neostad. o. 3. 8. 1836, † 1. 9. 1889
  - 1864 Bernard Jahn, kaplan
- 1890 Eduard Schwaab (Schwab), n. 11. 12. 1845 Böhm. Kamnitz, o. 23. 7. 1870, † 16. 9. 1905
- 1901 par. vacat, admin. interc. Karl Groβ (Carol. Gross)
- 1901 Ludwig Meinl, n. 16. 3. 1858 Neudek, o. 3. 6. 1883, † 10. 3. 1918
- 1913 Adolph (Anton) Fritsche, n. 6. 4. 1878 Schönpriesen, o. 16. 2. 1902, † 18. 3. 1923
- 1. 9. 1923 Jan Theiss (Joann Teis), n. 23. 8. 1885 Meden, o. 18. 12. 1909
- 1948 Jan Kolář
- 1954 František Ondrouch (adm. excurrendo z Teplic)
- 1. 10. 1950 Michael Raab
- 12. 8. 1955 Jan Straňák
- 1. 9. 1963 František Kišš
- 1. 6. 1965 Jan Dudys, farář
- 20. 8. 2010 Michael Philipp Irmer (adm. in spiritualibus)
  - 2010 Jiří Breu (adm. in materialibus)
- 1. 10. 2011 P. Prokop Patrik Maturkanič, CFSsS (administrátor, od 1. září 2016 farář)
  - 15. 6. 2017 – 1. 10. 2017 Mgr. Gabriel Benka-Rybár (jáhenská služba)[4]

Kromě kněží stojících v čele farnosti, působili ve farnosti v průběhu její historie i jiní kněží. Většinou pracovali jako farní vikáři, kaplani, katecheté, výpomocní duchovní aj.

## Římskokatolické sakrální stavby a místa kultu na území farnosti
| | Fotografie | Stavba                         | Místo       | Bohoslužby                      | Zeměpisné souřadnice             | Status       | Číslo kulturní památky                       |
| Kostel | Kostel     | Kostel                         | Kostel      | Kostel                          | Kostel                           | Kostel       | Kostel                                       |
| --- | ---------- | ------------------------------ | ----------- | ------------------------------- | -------------------------------- | ------------ | -------------------------------------------- |
| 1. |            | Kostel sv. Valentina           | Novosedlice | bližší informace o bohoslužbách | 50°39′30″ s. š., 13°49′19″ v. d. | farní kostel | 43229/5-2693 (Pk•MIS•Sez•Obr•WD) (Q20057673) |
| Kaple |            |                                |             |                                 |                                  |              |                                              |
| 2. |            | Kaple sv. Jana Křtitele        | Mstišov     | bližší informace o bohoslužbách |                                  | kaple        | —                                            |
| 3. |            | Kaple sv. Antonína Paduánského | Proboštov   | bližší informace o bohoslužbách | 50°40′4″ s. š., 13°50′10″ v. d.  | kaple        | —                                            |
| 4. |            | Kaple sv. Jana Nepomuckého     | Pozorka     | bližší informace o bohoslužbách | 50°39′39″ s. š., 13°47′36″ v. d. | kaple        | —                                            |
| Některé drobné sakrální stavby a pamětihodnosti lze dohledat zde v databázi Drobné sakrální památky Zaniklé sakrální stavby lze dohledat zde v databázi Poškozené a zničené kostely, kaple a synagogy v České republice |            |                                |             |                                 |                                  |              |                                              |

Ve farnosti se mohou nacházet i další drobné sakrální stavby, místa římskokatolického kultu a pamětihodnosti, které neobsahuje tato tabulka.

## Farní obvod
Z důvodu efektivity duchovní správy byl vytvořen farní obvod (kolatura) sestávající z přidružených farností spravovaných excurrendo z Novosedlic. Jsou to:
1. Římskokatolická farnost Cínovec
2. Římskokatolická farnost Dubí u Teplic